# Internazionali BNL d’Italia 2012
Die Internazionali BNL d’Italia 2012 waren ein Tennisturnier der WTA Tour 2012 für Damen und ein Tennisturnier der ATP World Tour 2012 für Herren in Rom und fanden zeitgleich vom 13. bis zum 20. Mai 2012 statt.
Titelverteidiger im Einzel war Novak Đoković bei den Herren sowie Marija Scharapowa bei den Damen. Im Herrendoppel war die Paarung John Isner und Sam Querrey, im Damendoppel die Paarung Peng Shuai und Zheng Jie die Titelverteidiger.

## Herrenturnier
→ Hauptartikel: Internazionali BNL d’Italia 2012/Herren

## Damenturnier
→ Hauptartikel: Internazionali BNL d’Italia 2012/Damen